# Gersdorf (Crimmitschau)
Gersdorf ist ein Ortsteil der Ortschaft Lauenhain der Großen Kreisstadt Crimmitschau im sächsischen Landkreis Zwickau. Der Ort wurde schon im 19. Jahrhundert als Ortsteil von Lauenhain angesehen.

## Geografie

### Geografische Lage und Verkehr
Gersdorf liegt im südöstlichen Stadtgebiet von Crimmitschau am Westufer des Paradiesbachs, eines Zuflusses der Pleiße. Im Westen befindet sich die Bundesstraße 93, über welche die im Norden liegende Autobahn 4 erreichbar ist.
Gersdorf ist mit seinen Nachbarorten Harthau und Lauenhain bezüglich der Besiedlung zusammengewachsen. Den Westteil der Ortschaft bilden Lauenhain im Norden und Gersdorf im Süden, welche durch den Paradiesbach von Harthau im Osten getrennt werden. Südlich des Feuerwehrhauses der Lauenhainer Feuerwehr schließt sich der Ortsteil Gersdorf nahtlos an Lauenhain an.

### Nachbarorte
| Lauenhain  |                                             |                |
|            | Kompassrose, die auf Nachbargemeinden zeigt | Harthau        |
| Lauterbach | Dänkritz                                    | Oberrothenbach |

## Geschichte
Gersdorf wurde im Jahr 1275 als „Gerharsdorff“ erwähnt. Der Ort gehörte wie das benachbarte Lauenhain bis zur Zeit der Reformation zu den Besitzungen des Klosters Grünhain in der schönburgischen Pflege Crimmitschau, die 1413 wettinisch wurde und im 16. Jahrhundert im kursächsischen Amt Zwickau aufging. Nach der Auflösung des Grünhainer Klosters im Jahr 1533 gehörte der Ort bezüglich der Grundherrschaft als Amtsdorf bis 1856 zum kursächsischen bzw. königlich-sächsischen
Amt Zwickau. 1856 wurde Gersdorf als Gemeindeteil von Lauenhain dem Gerichtsamt Crimmitschau und 1875 der Amtshauptmannschaft Zwickau angegliedert.
Durch die zweite Kreisreform in der DDR kam Gersdorf als Teil der Gemeinde Lauenhain im Jahr 1952 zum Kreis Werdau im Bezirk Chemnitz (1953 in Bezirk Karl-Marx-Stadt umbenannt), der ab 1990 als sächsischer Landkreis Werdau fortgeführt wurde und 1994 im Landkreis Zwickauer Land bzw. 2008 im Landkreis Zwickau aufging. Seit der am 1. Januar 1999 erfolgten Eingemeindung von Lauenhain mit seinen beiden Ortsteilen nach Crimmitschau bilden diese drei Orte die Crimmitschauer Ortschaft Lauenhain.